# Seeadler (Schiff, 2000)
Die Seeadler ist ein Fischereischutzboot der deutschen Küstenwache und das Typschiff der beiden modifizierten Schwesterschiffe Seefalke und Meerkatze. Das Schiff, das von der Bundesanstalt für Landwirtschaft und Ernährung (BLE) bereedert wird, dient der Fischereiüberwachung. Sein Heimathafen ist Rostock. Das Rufzeichen des Schiffes ist DBFC, die IMO-Nummer ist 9191541.

## Geschichte
Das Schiff wurde 1999/2000 unter der Baunummer 489 auf der Peene-Werft in Wolgast gebaut. Die Kiellegung fand am 31. März, der Stapellauf am 1. Oktober 1999 statt. Die Fertigstellung erfolgte Anfang Juni des Folgejahres und am 9. Juni 2000 wurde das Schiff in Dienst gestellt. Für die neuen Fischereischutzboote ist eine Dienstzeit von dreißig Jahren geplant.

## Technik
Das Schiff verfügt über einen dieselelektrischen Antrieb. Bei den Dieselmotoren handelt es sich um zwei Sechzehnzylinder-Viertakt-Dieselmotoren von MTU Friedrichshafen (Typ: 16 V 595) mit einer Leistung von jeweils 3805 kW. Bei den Fahrmotoren handelt es sich um zwei Elektromotoren mit einer Leistung von jeweils 750 kW, welche über Getriebe auf zwei Verstellpropeller wirken. Zur Verbesserung der Manövriereigenschaften bei An- und Ablegemanövern bzw. Drehmanövern ist ein Bugstrahlruder mit einer Leistung von 400 kW verbaut.
Für die Stromversorgung an Bord stehen zwei Generatoren mit einer Scheinleistung von jeweils 1280 kVA sowie ein Notgenerator mit einer Scheinleistung von 360 kVA zur Verfügung.

## Aufgaben
Die Seeadler dient der Fischereiüberwachung. Sie kontrolliert und stellt die Einhaltung der Europäischen Fischereibestimmungen sowie der NAFO und der NEAFC sicher. Hierzu werden Kontrolleure auf See auf das zu kontrollierende Fischereifahrzeug mit einem Festrumpfschlauchboot übergesetzt. Diese kontrollieren an Bord neben der Mindestmaschenöffnung der Netze, die Fänge im Bezug auf Mindestgrößen und Fangzusammensetzung, die Logbucheintragungen und die weiteren für den Fischfang erforderlichen Papiere und Dokumente.

## Einsatzgebiet

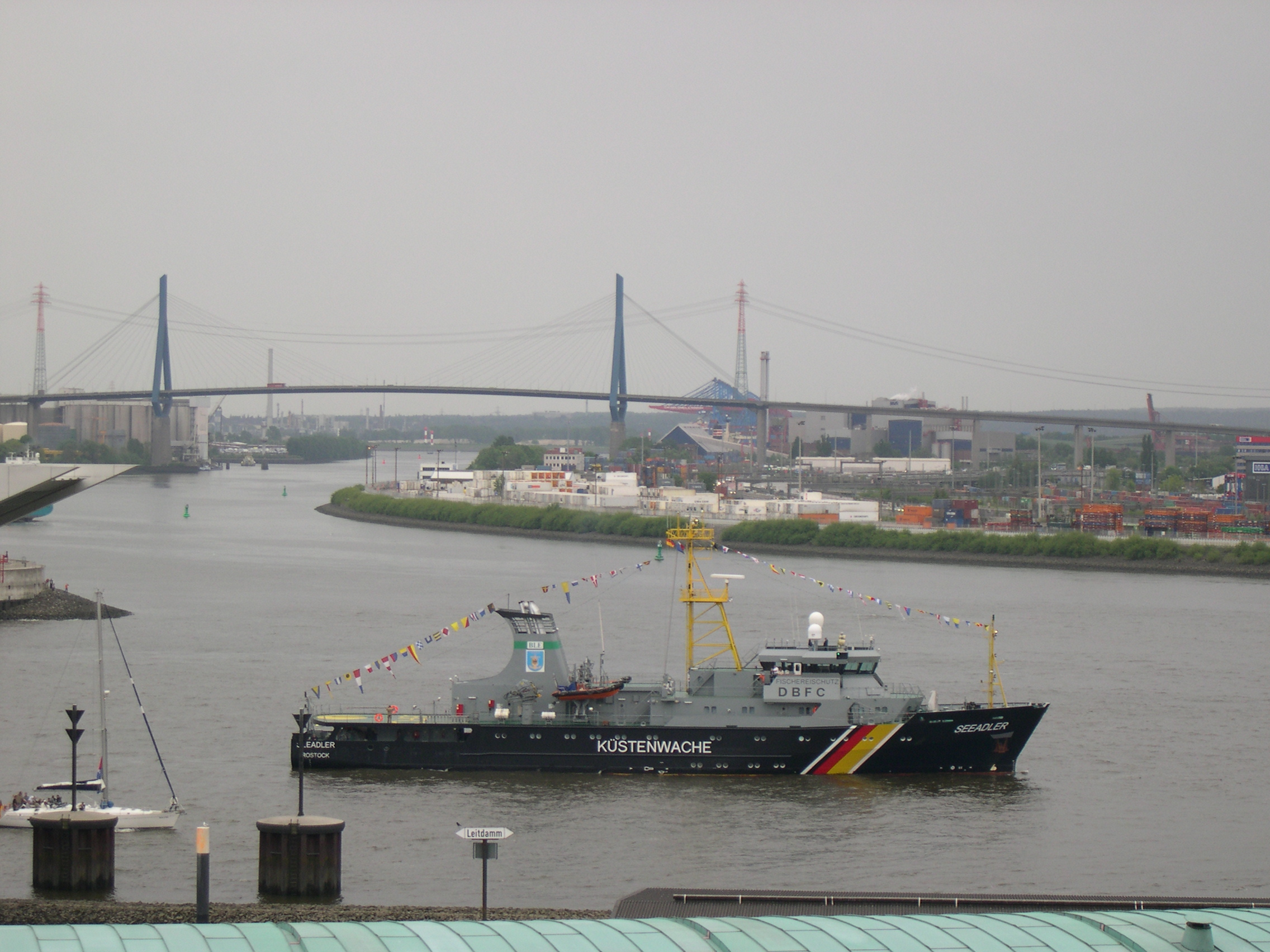
Fischereischutzschiff Seeadler im Hamburger Hafen, 2007

Die Seeadler operiert von ihrem Heimathafen Rostock aus überwiegend in der Ostsee und bei Bedarf in der Nordsee. Hier kontrolliert sie jeweils innerhalb der deutschen ausschließlichen Wirtschaftszone.
Aufgrund eines Abkommens mit Mecklenburg-Vorpommern sind hier auch Einsätze innerhalb der Hoheitsgewässer möglich. Die Kontrollen in diesem Bereich sind normalerweise Aufgaben des jeweiligen Bundeslandes.
Im Rahmen internationaler Abkommen und Fischereibestimmungen werden auch immer wieder mehrwöchige Einsätze in den Nordatlantik durchgeführt. Diese führen die Seeadler dann in die Seegebiete vor Grönland, Island, Norwegen und Kanada.